# Línea Rockaway
La línea Rockaway  es una línea subterránea de la división IND del metro de la ciudad de Nueva York. La liNea se desprende desde la línea de la Calle Fulton en Rockaway Boulevard, y se extiende sobre Jamaica Bay, hacia the Rockaways.

## Historia
La línea data desde 1892, cuando empezó a operar en el Ferrocarril de Long Island. A finales de los años 1890, el ferrocarril elevado de Brooklyn  (después BRT) obtuvo el permiso para usar los trenes de la línea Brooklyn  para tener acceso la playa.
En 1950 un grave incendio en las vías destruyó el caballete a través de Jamaica Bay, y como resultado la línea quedó inservible. En vez de repararla, la LIRR decidió abandonarla en favor a su "ruta de tierra" que era más lejos hacia Rockaway vía el condado Nassau. La ciudad compró la línea por $8.5 y gastó $47.5 millones de dólares adicionales para que volviera a funcionar. 
La línea fue incorporada en el Sistema Independiente del Metro, y todas las estaciones excepto Far Rockaway–Avenida Mott, abrió el 28 de junio de 1956, con la estación Rockaway que abril el 16 de enero de 1958.
La línea empezó a cobrar un pasaje doble, que se basaba en un depósito de dos fichas en el punto de entrada y uno en el punto de salida.  El pasaje doble fue suprimido en 1975.
A finales de los años 1990, las vías exteriores fueron instaladas al norte de Broad Channel. Las vías hacia el oeste de las vías originales se extendieron a un poco menos de dos millas, y ahora es usada para pruebas de equipos. La vía hacia el este de las vías originales es usada para los trenes de reversa en el expreso Rockway Park, y es aproximadamente del largo de un tren estándar. Esta vía permite al servicio expreso girar significativamente más rápido que antes, cuando era forzado a operar en Howard Beach–Aeropuerto JFK o la Avenida Euclid.

## Lista de estaciones
| Leyenda de la estación de servicio                       | Leyenda de la estación de servicio       |
| -------------------------------------------------------- | ---------------------------------------- |
| Hace paradas todo el tiempo                              | Paradas todo el tiempo                   |
| Hace paradas en horas pico en direcciones congestionadas | Paradas horas pico o vías congestionadas |
| Detalles del periodo de tiempo                           |                                          |

| Acceso para discapacitados                              | Estación                                         | Servicios                                        | Apertura                                         | Transferencias y notas                                           |
| se divide desde la línea de la Calle Fulton (A )        | se divide desde la línea de la Calle Fulton (A ) | se divide desde la línea de la Calle Fulton (A ) | se divide desde la línea de la Calle Fulton (A ) | se divide desde la línea de la Calle Fulton (A )                 |
| ------------------------------------------------------- | ------------------------------------------------ | ------------------------------------------------ | ------------------------------------------------ | ---------------------------------------------------------------- |
|                                                         | Aqueduct Racetrack                               | A                                                | 28 de junio de 1956 (metro)                      | Servicio en sentido norte, y sólo cuando las vías están abiertas |
|                                                         | Aqueduct–Avenida North Conduit                   | A                                                | 28 de junio de 1956 (metro)                      |                                                                  |
| Acceso para discapacitados                              | Howard Beach–Aeropuerto JFK                      | A                                                | 28 de junio de 1956 (metro)                      | conexión con el AirTrain JFK                                     |
|                                                         | Broad Channel                                    | A S                                              | 28 de junio de 1956 (metro)                      |                                                                  |
|                                                         |                                                  |                                                  |                                                  |                                                                  |
| Broad Channel hacia Far Rockaway (Ramal Far Rockaway)   |                                                  |                                                  |                                                  |                                                                  |
|                                                         | Beach 67th Street                                | A                                                | 28 de junio de 1956 (metro)                      |                                                                  |
|                                                         | Beach 60th Street                                | A                                                | 28 de junio de 1956 (metro)                      |                                                                  |
|                                                         | Beach 44th Street                                | A                                                | 28 de junio de 1956 (metro)                      |                                                                  |
|                                                         | Beach 36th Street                                | A                                                | 28 de junio de 1956 (metro))                     |                                                                  |
|                                                         | Beach 25th Street                                | A                                                | 28 de junio de 1956 (metro)                      |                                                                  |
|                                                         | Far Rockaway–Avenida Mott                        | A                                                | 28 de junio de 1956 (metro)                      | conexión hacia el ferrocarril de Long Island en Far Rockaway     |
|                                                         |                                                  |                                                  |                                                  |                                                                  |
| Broad Channel hacia Rockaway Park (Ramal Rockaway Park) |                                                  |                                                  |                                                  |                                                                  |
|                                                         | Beach 90th Street                                | A S                                              | 28 de junio de 1956 (metro)                      |                                                                  |
|                                                         | Beach 98th Street                                | A S                                              | 28 de junio de 1956 (metro)                      |                                                                  |
|                                                         | Beach 105th Street                               | A S                                              | 28 de junio de 1956 (metro)                      |                                                                  |
| Acceso para discapacitados                              | Rockaway Park–Beach 116th Street                 | A S                                              | 28 de junio de 1956 (metro)                      |                                                                  |

- Datos: Q5972266
- Multimedia: IND Rockaway Line / Q5972266